# Thalheim (Happurg)
Thalheim ist ein zur Gemeinde Happurg gehörender Ort, der im Tal des Happurger Baches liegt.

## Lage
Das Kirchdorf Thalheim ist ein Gemeindeteil der Gemeinde Happurg im Landkreis Nürnberger Land. Das Dorf ist umgeben vom Mühlberg (538,8 m ü. NHN), Seeberg, Mühlleiten und Eicha (486,1 m ü. NHN). Im Ortsgebiet mündet der linksseitig kommende Gotzenheimer Bach in den Happurger Bach. Die Staatsstraße 2236 durchzieht den Ort von Förrenbach kommend als Alfelder Straße und führt weiter nach Alfeld. In der Ortsmitte beginnt die Kreisstraße LAU 27, die in den Nachbarort Heldmannsberg führt. Von Thalheim aus gelangt man auch auf die Jurahochfläche nach See. Thalheim liegt in der gleichnamigen Gemarkung, die eine Fläche von 3,700 km² hat. Sie ist in 905 Flurstücke aufgeteilt, die eine durchschnittliche Flurstücksfläche von 4088,43 m² haben. In ihr liegt neben dem namensgebenden Ort der Gemeindeteil Aicha.

## Geschichte

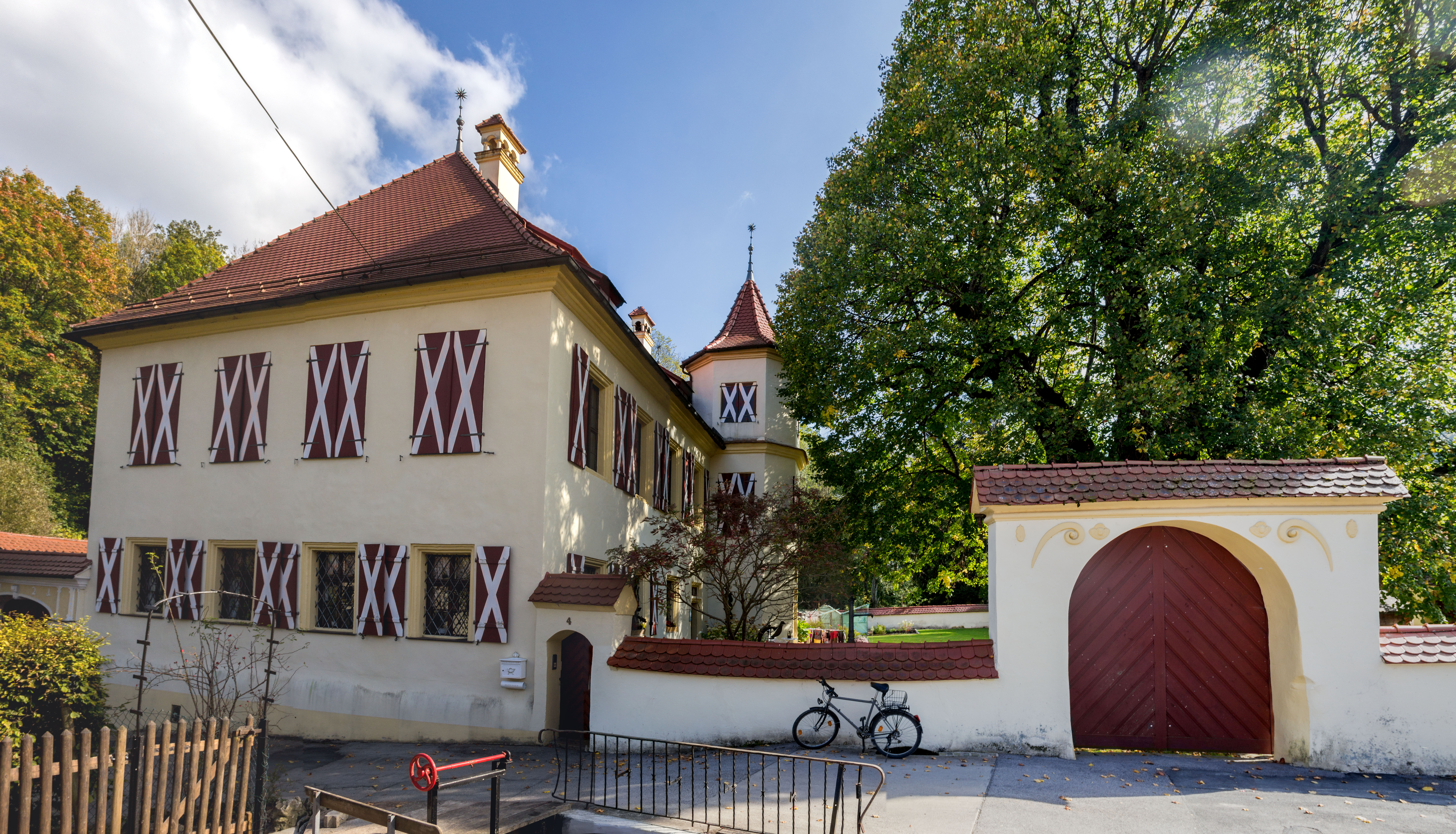
Schloss Thalheim

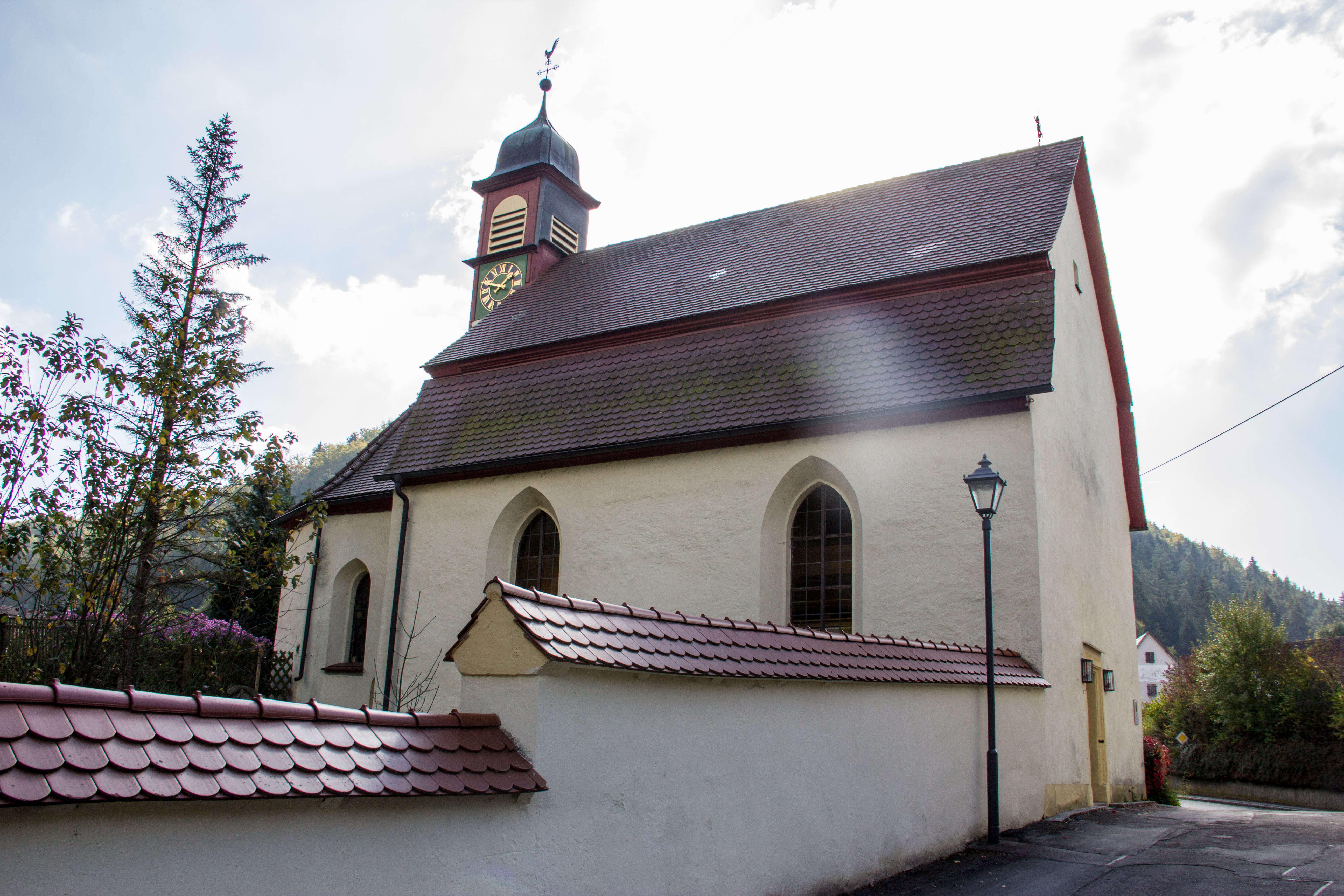
Schlosskapelle

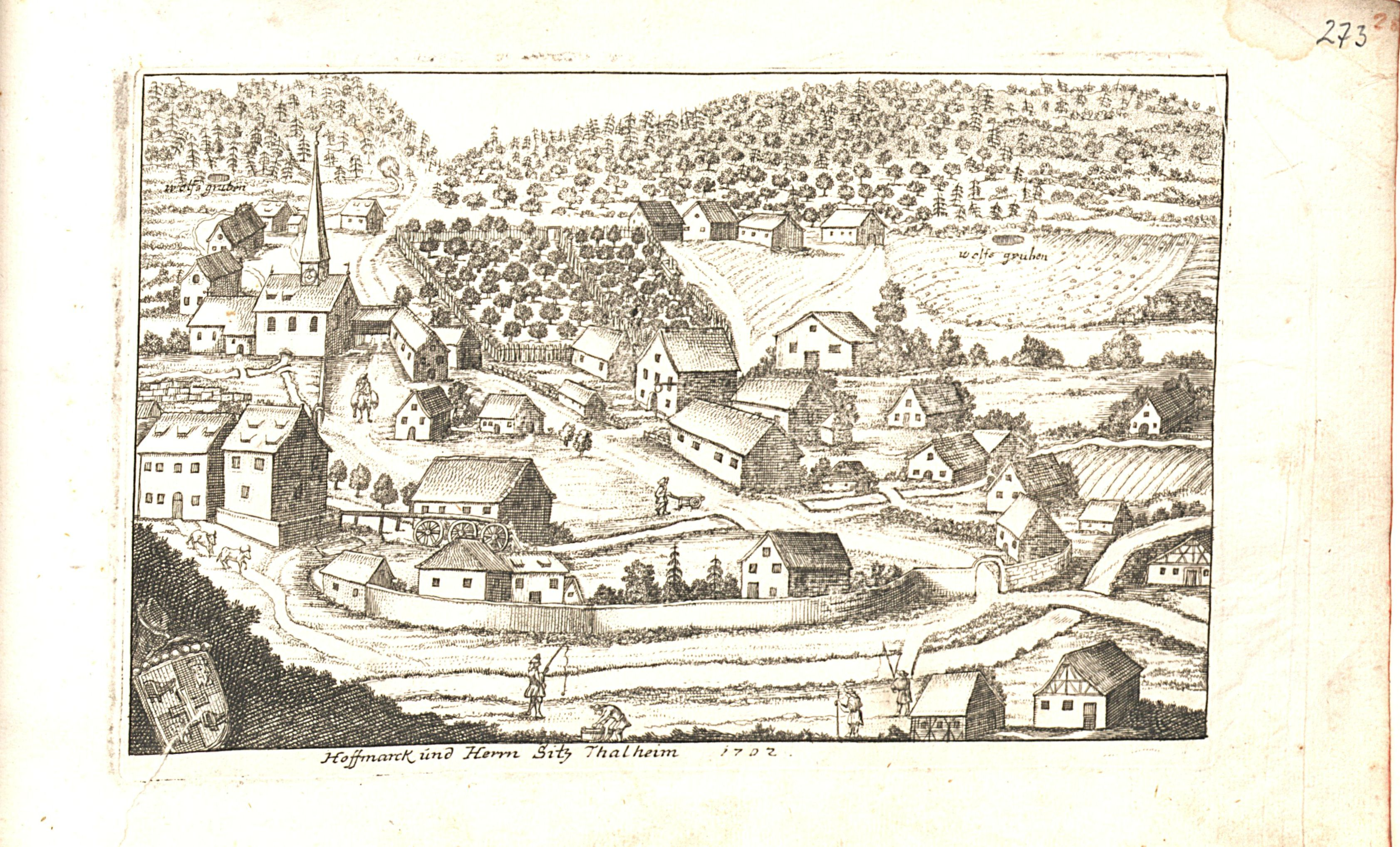
Der Herrensitz 1701

Nachdem die Reichsstadt Nürnberg während des Landshuter Erbfolgekrieges von 1504/05 dem König Maximilian I. Waffenhilfe geleistet hatte, erhielt sie im Kölner Schiedsspruch umfangreiche Gebiet östlich von Nürnberg zugesprochen, wodurch auch Thalheim in deren Machtbereich gelangte. Der Ort gelangte in der Folgezeit als Mittelpunkt der Herrschaft Thalheim in den Besitz der Freiherrn von Holzschuher, einer bedeutenden Nürnberger Patrizierfamilie. Die Holzschuher übten dadurch die Dorf- und Gemeindeherrschaft über Thalheim aus, während die Hochgerichtsbarkeit in den Zuständigkeitsbereich des ebenfalls nürnbergischen Pflegamtes Hersbruck fiel.
In Thalheim befindet sich ein Schloss, das im Jahr 2005 mit dem Denkmalpreis des Bezirks Mittelfranken ausgezeichnet wurde. An Stelle eines vom Hochwasser zerstörten Baues in den Jahren 1709 bis 1713 wurde im Auftrag des Nürnberger Patriziers Siegmund Elias Holzschuher von Harrlach nach Plänen des Nürnberger Landbaumeisters Johann Ulrich Mösel ein zweigeschossiger Walmdachbau mit polygonalem Treppenturm errichtet. Nach einem Großbrand wurde es wiederhergestellt.
Unmittelbar neben dem Schloss befindet sich die evangelische Kirche St. Peter und Paul. Sie wurde ungewöhnlicherweise über einem Bach errichtet. In Thalheim befand sich auch ein Eisenhammer, der 1387 als Mitglied der Oberpfälzer Hammereinigung genannt wird („Jobst Tezel mit dem hamer zu Talhaim vnd mit dem hamer zu Hawnratz (= Haunritz)“).
Ein Hammermeister namens Peter Tetzel ließ 1424 zu seinem Herrensitz noch eine Kapelle bauen. Die Kirche gehört seitdem dem Schlossbesitzer und seit 1909 der Familie Panzer. In der Kirche befindet sich eine schön gestaltete Stuckdecke (1727), ein Herrschaftsstuhl auf der Empore mit dem Holzschuher-Wappen (Jahreszahl 1754) und eine Kanzel aus dem 17. Jahrhundert. Im gotischen Chor mit Kreuzrippengewölbe wurde 1754 ein Altar im Rokoko-Stil mit Blüten- und Kettendekor eingefügt. Die Kirche ist als Baudenkmal (D-5-74-128-57) ausgewiesen. Am 1. Januar 1972 wurde die bis dahin selbstständige Gemeinde Thalheim in die Gemeinde Happurg eingegliedert.

## Wirtschaft
Im Ort sind mehrere Bauunternehmen, ein Transportunternehmen, ein Sägewerk, ein Bäcker, ein Elektriker, zwei Schreiner, ein Zimmerer, ein Metallbauer, ein Steinmetz, ein Installateur und zwei Heilpraktiker ansässig. Bekannt ist die Thalheimer Bauernwurst, die auf das Jahr 1887 zurückgeht. Allerdings wird sie mittlerweile in Lauterhofen produziert.

## Natur

### Teufelskanzel
Zwischen Thalheim und Förrenbach liegt die Felsburg Teufelskanzel als klobige Felskuppe auf einer Höhe von 460 m ü. NHN in der Form einer Kanzel. Von der Felsburg hat man einen weiten Blick über das Förrenbachtal. Sie ist als Geotop (574R023) und Naturdenkmal (ND-Nr. ND-05175) ausgewiesen.

### Steinerne Rinne
Unmittelbar an der Staatsstraße 2236 in Richtung Happurg befindet sich eine sehenswerte und nahezu naturbelassene Steinerne Rinne, die Steinerne Rinne bei Thalheim. Siehe auch Liste der Steinernen Rinnen in Bayern.